# Christian Mendoze
Pour les articles homonymes, voir Barrère.
Christian Mendoze, né à Toulon en 1948, est un chef d'orchestre et flûtiste français, spécialiste de la flûte à bec, fondateur de l'ensemble baroque Musica Antiqua Mediterranea. Il réalise avec ce dernier, plus de quarante disques sur un large répertoire allant du XVIe au XIXe siècle. Il oriente ses recherches vers les musiques anciennes et traditionnelles de Hongrie, Bohême, Pologne en vue d’une série d’enregistrements discographiques.
Il a également été danseur classique en France, en Belgique et en Allemagne ainsi que danseur « Etoile » des ballets d’Avignon, de Dijon, de Limoges et de Liège.

## Biographie
Christian Mendoze est le fils de Denis Mendoze, employé de la SNCF, et de Jeanne Fargues, tous deux originaires de Toulon. Il est le frère de Robert Mendoze. 
Il se découvre talentueux à la flûte dans sa jeunesse sur les conseils d'un de ses frères guitaristes. Toutefois, c'est dans la danse classique qu'il commence sa carrière avant de choisir la flûte à bec ainsi que la direction d'orchestre. Il se lance en 1981 dans la création de « Musica Antica Provence », ensemble vocal et musical dont l'orchestre propose un large répertoire classique dont Jean-Sébastien Bach, Antonio Vivaldi, Henry Purcell, Georg Friedrich Haendel ou Arcangelo Corelli, ainsi que des danses des XVIe et XVIIe siècles,. Il développe l'orchestre jusqu'à un degré de qualité internationale avec des concerts prestigieux et une politique discographique riche et ambitieuse.
Avec cet ensemble, il se produit sur de grandes scènes européennes, tels qu'au Midem, à la Salle Gaveau, du Théâtre du Châtelet, à la Philharmonie de Cracovie, de Rome, de Vicence, de Paris ou d'Aix-en-Provence. Il créait également plusieurs festivals de musiques : Festival de Musiques Anciennes à Toulon, Festival de musique à Callas et à Hyères, Festival de Musique Baroque d'Avignon, Festival d’Automne de Signes.
Durant sa carrière, il repère de jeunes talents, notamment, la talentueuse soprano Eleonora De La Peña alors âgée de dix-huit ans et qui participe en tant que soliste depuis 2010 de l'ensemble Musica Antiqua Mediterranea dans de nombreux festivals. Il poursuit en 2018 ses enregistrements discographiques avec cette artiste en consacrant deux disques "Les splendeurs de la musique baroque espagnole" (composé d'opéra de José de Nebras et de Canciones) et "La ruta de las caravelas" (composé de musiques baroque d'Amérique du Sud).
Il a également fait partie du Concerto Köln (un des principaux orchestres de chambre allemands) et a créé la Serenata à Lyon qui est un trio instrumental dans les années 1980.